# Uccellacci e uccellini
Uccellacci e uccellini (distribuído em inglês como The Hawks and the Sparrows) é um filme do cineasta italiano Pier Paolo Pasolini realizado no ano de 1966. Foi apresentado no Festival de Cannes de 1966. 

## Elenco
- Totò - Totò Innocenti
- Ninetto Davoli - Ninetto Innocenti
- Femi Benussi - Luna
- Francesco Leonetti - corvo
- Gabriele Baldini - engenheiro
- Riccardo Redi
- Lena Lin Solaro
- Rossana di Rocco
- Vittorio Vittori